# 250 (число)
250 (дві́сті п'ятдеся́т, півтре́тяста) — натуральне число між 249 та 251.

## У математиці
- 250 — є парним тризначним числом.
- Сума цифр цього числа — 7
- Добуток цифр цього числа — 0
- Квадрат числа 250 — 62500
- 250 ділиться на 1, 2, 5, 10, 25, 50, 125

## В інших галузях
- 250 рік
- 250 до н. е.
- 250-й день у році — 7 вересня (у високосний рік — 6 вересня).
- В Юнікоді 00FA16 — код для символу «u» (Latin Small Letter U With  Acute).